# Cerro de Nava
Cerro de Nava är en ort i Mexiko.   Den ligger i kommunen Sabanilla och delstaten Chiapas, i den sydöstra delen av landet, 700 km öster om huvudstaden Mexico City. Cerro de Nava ligger 111 meter över havet och antalet invånare är 211.
Terrängen runt Cerro de Nava är bergig åt nordost, men åt sydväst är den kuperad. Runt Cerro de Nava är det ganska tätbefolkat, med 111 invånare per kvadratkilometer. Närmaste större samhälle är Jesús Carranza, 2,3 km sydväst om Cerro de Nava. I omgivningarna runt Cerro de Nava växer i huvudsak städsegrön lövskog.